# Distrikt Pacora
Der Distrikt Pacora ist ein Distrikt in der Provinz Lambayeque in der Region Lambayeque in Nordwest-Peru. Er wurde am 11. Oktober 1909 gegründet. Er besitzt eine Fläche von 88,7 km². Beim Zensus 2017 wurden 8228 Einwohner gezählt. Im Jahr 1993 lag die Einwohnerzahl bei 6322, im Jahr 2007 bei 6795. Die Distriktverwaltung befindet sich in der 53 m hoch gelegenen Kleinstadt Pacora mit 3940 Einwohnern (Stand 2017). Pacora liegt 31 km nordnordöstlich der Provinzhauptstadt Lambayeque sowie 38 km nördlich der Regionshauptstadt Chiclayo.

## Geographische Lage
Der Distrikt Pacora liegt am Rande des Küstentieflands im südlichen Osten der Provinz Lambayeque. Der Fluss Río Motupe durchquert den Distrikt in südsüdwestlicher Richtung und trifft auf den Río La Leche, der entlang der südlichen Distriktgrenze nach Westen verläuft. Im Distrikt wird bewässerte Landwirtschaft betrieben. Im äußersten Westen erstreckt sich die Wüste.
Der Distrikt Pacora grenzt im Westen an den Distrikt Olmos, im Norden an den Distrikt Jayanca, im Osten an den Distrikt Pítipo (Provinz Ferreñafe), im Süden an den Distrikt Illimo sowie im Südwesten an den Distrikt Mórrope.